# Ventas (Madrid)
Ventas és un barri del districte de Ciudad Lineal, a Madrid. Té una superfície de 319,80 hectàrees i una població de 52.265 habitants (2009).

## Situació
Limita al nord amb els barris de Quintana i Concepción, a l'oest amb Pueblo Nuevo, a l'est amb Fuente del Berro (Salamanca) i al sud amb Media Legua i Marroquina (Moratalaz). Està situat al sud del Carrer d'Alcalá i arriba fins a la M-23, a l'oest l'avinguda de la Paz i a l'est l'avinguda de Daroca i el carrer Lago Constanza. El barri es divideix en tres zonmes
- La zona del Carrer d'Alcalá i El Carmen.
- La zona de 'La Elipa'.
- El 'Cementiri de l'Almudena'.

## Transports

### Autobusos

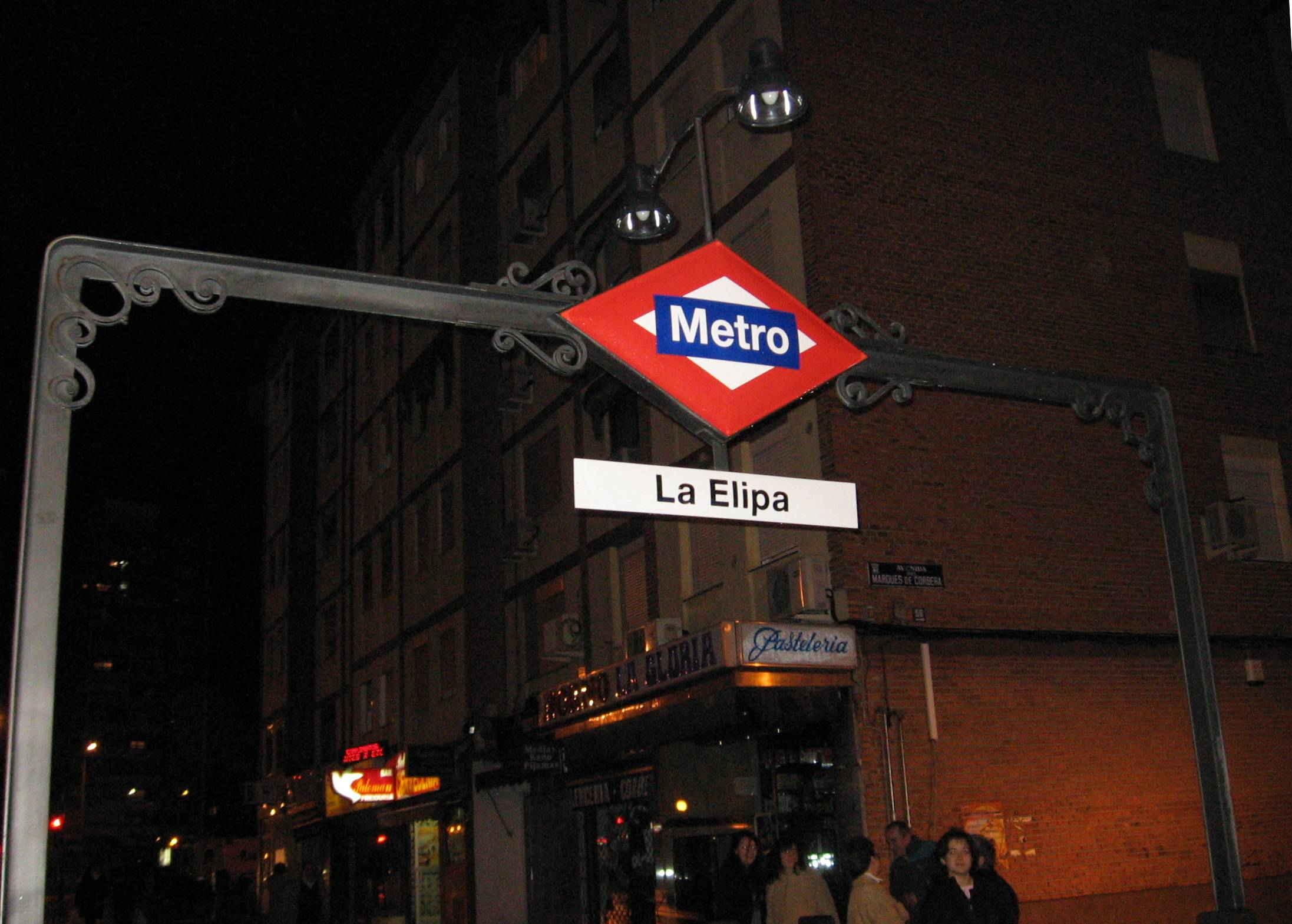
Metro de La Elipa.

El barri es troba molt ben connectat amb Hortaleza i les zones nord i centre de Madrid. Els principals autobusos són:
- El 28, que connecta el barri amb Canillejas i amb la Porta d'Alcalá.
- El 38, que connecta el barri amb Las Rosas i amb Manuel Becerra.
- El 201, que connecta el barri amb Hortaleza.
- Per als trajectes nocturns estan els autobusos N5, N6, N7, L2 i L5.

### Metro
Pel barri de Ventas passen les línies 2 i 5 del Metro de Madrid tenint les estacions d'El Carmen, Quintana i La Elipa.